# Karl Ferstl
Karl Ferstl (31 de diciembre de 1945) es un deportista austríaco que compitió en vela en la clase Star.
Participó en dos Juegos Olímpicos de Verano en los años 1980 y 1984, obteniendo una medalla de plata en Moscú 1980 en la clase Star. Ganó dos medallas en el Campeonato Europeo de Star, oro en 1978 y plata en 1981.

## Palmarés internacional
| Juegos Olímpicos   | Juegos Olímpicos         | Juegos Olímpicos | Juegos Olímpicos |
| Año                | Lugar                    | Medalla          | Clase            |
| ------------------ | ------------------------ | ---------------- | ---------------- |
| 1980               | Moscú (URSS)             | Medalla de plata | Star             |
| Campeonato Europeo |                          |                  |                  |
| Año                | Lugar                    | Medalla          | Clase            |
| 1978               | Medemblik (Países Bajos) | Medalla de oro   | Star             |
| 1981               | Balatonfüred (Hungría)   | Medalla de plata | Star             |